# Кадыров, Хас-Магомед Шахмомедович
Хас-Магомед Шахмомедович Кадыров (род. 12 января 1991, Грозный, Чечено-Ингушская АССР, РСФСР, СССР) — российский политический деятель, родственник главы Чеченской Республики Рамзана Кадырова. Мэр Грозного с 2021 года. До этого занимал посты начальника УМВД России по городу Грозный (2017—2019) и мэра города Аргун (2019—2020).

## Биография
Хас-Магомед Кадыров родился в 1991 году в Грозном, Чечня. По данным ряда СМИ, он находится в близком родстве по мужской линии с главой Чечни Рамзаном Кадыровым: по версии сайта «Кавказ. Реалии», Хас-Магомед приходится Рамзану двоюродным братом, по версии BBC — двоюродным племянником; сам глава республики в социальных сетях называет его младшим братом. Отец Хас-Магомеда является собственником и генеральным директором крупнейшего в Чечне торгового центра «Беркат».
Кадыров быстро сделал карьеру на государственной службе. В 2012 году, когда ему был 21 год, он стал помощником мэра Грозного, в 2015 году был назначен помощником руководителя администрации главы и правительства Чечни. С 7 ноября 2017 по 26 июля 2019 года Кадыров был начальником УМВД России по городу Грозный, причём на момент назначения он носил звание младшего лейтенанта полиции. Глава Чечни представил его как «энергичного и трудолюбивого руководителя», который «на ранее занимаемых должностях… зарекомендовал себя только с отличной стороны» (в частности, по его словам, новый глава УМВД руководил операцией по спасению двух российских детей в Сирии), как «трудолюбивого, энергичного дорогого брата».
В 2014 году Кадыров окончил юридический факультет Чеченского государственного университета, в 2017 году поступил на заочное отделение факультета экономики того же вуза. С 4 сентября 2019 по 13 июля 2020 года он был мэром города Аргун (и. о. 26 июля — 3 сентября 2019), с 14 июля по 8 ноября 2020 — секретарём Совета экономической и общественной безопасности Чеченской Республики, с 9 ноября 2020 по 1 марта 2021 — руководителем администрации главы и правительства Чеченской Республики.
2 марта 2021 года по рекомендации главы Чечни Кадыров был назначен временно исполняющим обязанности мэра Грозного (формально его кандидатуру выдвинул Магомед Даудов). 29 марта он стал мэром без приставки «врио». Он принял участие в праймериз «Единой России» 2021 года, но занял только шестое место.
Кадыров женат, у него двое детей.

## Награды
- Орден Кадырова (6 сентября 2019) — за безупречный добросовестный труд, высокий профессионализм, проявленный при исполнении должностных обязанностей
- Медаль «Памяти Ахмат-Хаджи Кадырова, первого Президента Чеченской Республики» (20 августа 2020) — за исключительные заслуги перед Чеченской Республикой, вклад в дело первого Президента Чеченской Республики Ахмата-Хаджи Кадырова
- Памятная медаль 15 лет Парламенту Чеченской Республики (2020)
- Благодарственное письмо Главы Чеченской Республики (2020)
- Медаль «За заслуги перед Донецкой Народной Республикой» III степени (Донецкая Народная Республика, 2022)[11]
- Медаль «За заслуги перед Чеченской Республикой» (7 июля 2022) — за активное участие в оказании благотворительной помощи и содействие в укреплении целостности Луганской Народной Республики и Донецкой Народной Республики
- Медаль «100 лет образования Чеченской Республики» (1 сентября 2022) — за значительный вклад в развитие Чеченской Республики, безупречную работу, высокий профессионализм, проявленный при исполнении должностных обязанностей, и в связи с 100-летием Чеченской Республики
- Медаль ордена «За заслуги перед Отечеством» II степени (18 августа 2023) — за достигнутые трудовые успехи и многолетнюю добросовестную работу[12]
- Герой Чеченской Республики (6 октября 2023) — за выдающиеся заслуги перед Чеченской Республикой и ее народом, мужество, героизм и самоотверженность, проявленные при защите интересов Отечества